# Morris Stefaniw
Morris Stefaniw (né le 10 janvier 1948 à North Battleford dans la province du Saskatchewan au Canada) est un joueur de hockey sur glace. Il évolue au poste de centre. 

## Carrière
Il commence sa carrière junior avec les Bruins d'Estevan dans la Ligue de hockey junior de la Saskatchewan, puis la Canadian Major Junior Hockey League de 1964 à 1967. Il inscrit 168 points en 169 matchs de saison régulière et 37 points en 31 matchs de série éliminatoire.
En 1967-1968, il signe un contrat professionnel avec les Blazers d'Oklahoma City évoluant en Ligue centrale de hockey (LCH). Après avoir disputé 37 matchs pour eux, il termine la saison en  Western Hockey League (WHL), au sein des Roadrunners de Phoenix.
Il reste avec les Roadrunners jusqu’à la fin de la saison 1969-1970, il inscrit 64 points en 157 matchs de saison régulière et aucun point en 4 parties de série éliminatoire.
Au début de la saison 1970-1971, les Rangers de New-York acquiert ses droits et le font jouer avec les Knights d'Omaha en LCH et remportent avec eux la Coupe Adams.
La saison suivante, il évolue pour les Reds de Providence en Ligue américaine de hockey (LAH).
Le 6 juin 1972, lors du repêchage d’expansion de la Ligue nationale de hockey, les Flames d’Atlanta le choisissent.
Après un solide camp de pré-saison, il gagne sa place au sein de l’effectif des Flames et commence la saison avec eux. Le 7 octobre 1972, lors du premier match officiel des Flames, il est le premier buteur de la franchise. Mais après un mois ses performances n’étant pas à la hauteur, il est renvoyé en LAH dans l’équipe des Voyageurs de Nova Scotia. Il termine meilleur passeur du championnat et troisième au classement des points, il est également nommé sur la deuxième équipe d’étoiles de la ligue.
Il partage la saison 1973-1974 entre les Voyageurs de Nova Scotia et les Six-Guns d'Albuquerque en LCH.
En 1974-1975, il signe un contrat de deux saisons avec les Clippers de Baltimore en LAH. Il joue quelques parties pour le club ferme des Jets de Johnstown en NAHL lors de la première saison, mais passe l’essentiel de son contrat au sein de l’équipe des Clippers. À la fin de son contrat, il prend sa retraite sportive.

## Statistiques
| Saison     | Équipe                   | Ligue      |    | Saison régulière | Saison régulière | Saison régulière | Saison régulière | Saison régulière |   | Séries éliminatoires | Séries éliminatoires | Séries éliminatoires | Séries éliminatoires | Séries éliminatoires |
| Saison     | Équipe                   | Ligue      | PJ | B                | A                | Pts              | Pun              | PJ               | B | A                    | Pts                  | Pun                  |                      |                      |
| 1964-1965  | Bruins d'Estevan         | LHJS       | 54 | 52               | 44               | 96               | 64               | 6                | 4 | 2                    | 6                    | 10                   |                      |                      |
| 1965-1966  | Bruins d'Estevan         | LHJS       | 60 | 52               | 66               | 118              | 51               | 12               | 7 | 12                   | 19                   | 18                   |                      |                      |
| 1966-1967  | Bruins d'Estevan         | CMJHL      | 55 | 36               | 58               | 94               | 28               | 13               | 2 | 10                   | 12                   | 4                    |                      |                      |
| 1967-1968  | Blazers d'Oklahoma City  | LCH        | 37 | 11               | 15               | 26               | 11               |                  |   |                      |                      |                      |                      |                      |
| 1967-1968  | Roadrunners de Phoenix   | WHL        | 17 | 8                | 0                | 8                | 2                | 4                | 0 | 0                    | 0                    | 2                    |                      |                      |
| 1968-1969  | Roadrunners de Phoenix   | WHL        | 68 | 12               | 15               | 27               | 50               |                  |   |                      |                      |                      |                      |                      |
| 1969-1970  | Roadrunners de Phoenix   | WHL        | 72 | 7                | 22               | 29               | 33               |                  |   |                      |                      |                      |                      |                      |
| 1970-1971  | Knights d'Omaha          | LCH        | 70 | 19               | 41               | 60               | 98               | 11               | 7 | 9                    | 16                   | 6                    |                      |                      |
| 1972-1973  | Reds de Providence       | LAH        | 22 | 2                | 5                | 7                | 4                | 3                | 0 | 2                    | 2                    | 0                    |                      |                      |
| 1971-1972  | Voyageurs de Nova Scotia | LAH        | 70 | 11               | 20               | 31               | 16               | 5                | 3 | 3                    | 6                    | 12                   |                      |                      |
| 1972-1973  | Flames d'Atlanta         | LNH        | 13 | 1                | 1                | 2                | 2                |                  |   |                      |                      |                      |                      |                      |
| 1972-1973  | Voyageurs de Nova Scotia | LAH        | 64 | 30               | 71               | 101              | 80               | 13               | 8 | 17                   | 25                   | 12                   |                      |                      |
| 1973-1974  | Voyageurs de Nova Scotia | LAH        | 27 | 3                | 12               | 15               | 42               |                  |   |                      |                      |                      |                      |                      |
| 1973-1974  | Six-Guns d'Albuquerque   | LCH        | 41 | 7                | 22               | 29               | 24               |                  |   |                      |                      |                      |                      |                      |
| 1974-1975  | Clippers de Baltimore    | LAH        | 46 | 11               | 18               | 29               | 50               |                  |   |                      |                      |                      |                      |                      |
| 1974-1975  | Jets de Johnstown        | NAHL       | 17 | 1                | 5                | 6                | 6                |                  |   |                      |                      |                      |                      |                      |
| 1975-1976  | Clippers de Baltimore    | LAH        | 76 | 7                | 39               | 46               | 48               |                  |   |                      |                      |                      |                      |                      |
| Totaux AMH | Totaux AMH               | Totaux AMH | 13 | 1                | 1                | 2                | 2                |                  |   |                      |                      |                      |                      |                      |